# Mezítláb a parkban (film)
A Mezítláb a parkban (eredeti cím: Barefoot in the Park) 1967-ben bemutatott amerikai romantikus filmvígjáték, amelyet Gene Saks rendezett. A forgatókönyvet Neil Simon írta, saját, 1963-as azonos címűszíndarabjából adaptálva. A főbb szerepekben Robert Redford, Jane Fonda, Charles Boyer, Mildred Natwick, Herbert Edelman és Mabel Albertson láthat.
A Paramount Pictures 1967. május 25-én mutatta be moziban, kritikai és kereskedelmi siker mellett. A kritikusok dicsérték az adaptációt, annak könnyed hangnemét és színészi alakításokat. A kétmillió dollárból készült film világszerte 30 millió dollár bevételt termelt. A filmben nyújtott alakításukért Natwicket a legjobb női mellékszereplőnek járó Oscar-díjra, Fondát pedig a legjobb női főszereplőnek járó BAFTA-díjra jelölték. Neil Simont a Writers Guild of America díjára jelölték, legjobb adaptált forgatókönyv kategóriában.

## Cselekmény
Paul, a konzervatív jogász feleségül veszi az életvidám Corie-t. Rendkívül szenvedélyes kapcsolatuk azonban komikus viszályba süllyed egy ötödik emeleti new yorki lakásban.

## Szereplők
| Szerep                       | Színész         | Magyar hang        | Magyar hang        | Magyar hang            |
| Szerep                       | Színész         | 1. változat (1969) | 2. változat (1976) | 3. változat (1992)     |
| ---------------------------- | --------------- | ------------------ | ------------------ | ---------------------- |
| Paul Bratter                 | Robert Redford  | Tahi Tóth László   | Tahi Tóth László   | Tahi Tóth László       |
| Corie Bratter                | Jane Fonda      | Halász Judit       | Almási Éva         | Pápai Erika            |
| Victor Velasco               | Charles Boyer   | Csákányi László    | Básti Lajos        | Velenczey István       |
| Ethel Banks, Corie anyja     | Mildred Natwick | Bulla Elma         | Tábori Nóra        | Kassai Ilona           |
| Harry Pepper, telefonszerelő | Herb Edelman    | Kaló Flórián       | Zenthe Ferenc      | Reviczky Gábor         |
| Harriet                      | Mabel Albertson |                    | Orsolya Erzsi      | Rajna Mária            |
| Étterem-tulajdonos           | Fritz Feld      |                    |                    | Elekes Pál             |
| Kézbesítő                    | James Stone     | Somogyvári Rudolf  |                    | Szoó György            |
| Frank                        | Ted Hartley     |                    |                    | Sinkovits-Vitay András |
| Idős csavargó a parkban      | Paul E. Burns   |                    |                    | Galgóczi Imre          |
| Szobalány a hotelban         | Doris Roberts   | Győri Ilona        |                    | Papp Ági               |